# Meganerilla clavata
Meganerilla clavata är en ringmaskart som beskrevs av Magagnini 1966. Meganerilla clavata ingår i släktet Meganerilla och familjen Nerillidae. Arten har ej påträffats i Sverige. Inga underarter finns listade i Catalogue of Life.